# Victor Journo
Victor Journo, de son vrai nom Victor Giorno, né le 20 octobre 1917 à Tunis et mort le 9 octobre 1994 au Chesnay, est un peintre franco-tunisien.

## Biographie
Il fréquente l'École des beaux-arts de Tunis sous la direction de Jean Antoine Armand Vergeaud.
Il obtient une bourse d'études et vient en France où il rencontre Henri Matisse et Georges Rouault à l'atelier Gustave Moreau à Paris. Il est l'élève de Fernand Léger lors de son séjour parisien.
Victor Journo a été membre du jury du Salon tunisien de 1952 à 1956 ; il organise le Salon de la Jeune peinture à Tunis.
Il expose ses œuvres à Tunis, Rabat, Beyrouth, Casablanca, Alger, Genève, Los Angeles et Paris. 
Il décore l'Hôtel des postes et le collège de Sousse.